# Renault PR 100
 (avril 2022).
Si vous disposez d'ouvrages ou d'articles de référence ou si vous connaissez des sites web de qualité traitant du thème abordé ici, merci de compléter l'article en donnant les références utiles à sa vérifiabilité et en les liant à la section « Notes et références ».
Le PR 100 est le nom générique d'une gamme de véhicules de transport en commun produite par Berliet puis Renault entre 1970 et 1999 avec de nombreuses variantes : PR 100, PR 100.2, PR 112 (autobus standard à moteur Diesel), PR 180, PR 180.2 et PR 118 (autobus articulé à moteur Diesel), ER 100 (trolleybus standard) et PER 180 (trolleybus articulé disposant d'un moteur Diesel d'appoint).
Le PR 100 est le premier autobus français à moteur arrière à être produit en grande série. Les modèles des deux principaux constructeurs doivent leurs noms à leurs capacités, 100 places pour les versions standard puis à leurs longueurs, 12 m pour les versions standard et 18 m pour les versions articulées. D'autres équipementiers ou carrossiers, en France (au premier rang desquels Heuliez) ou à l'étranger, utilisent la base du PR 100 pour construire leurs propres véhicules. Ce sont 11 760 exemplaires de l'autobus, toutes variantes confondues, qui sont produits par Berliet puis Renault — le SAVIEM SC 10 est produit à 11 004 exemplaires — mais aussi par des partenaires ou sous licence, en France et à l'étranger, qui portent le total à 20 600 exemplaires.

## Historique

### Origines
À la fin des années 1960, le type d'autobus urbain le plus présent sur les réseaux français comporte un moteur avant (ou plus rarement dans l'empattement) et il est adapté pour le service à deux agents (conducteur et receveur). Berliet conçoit donc pour la Régie autonome des transports parisiens (RATP) un matériel suivant ces caractéristiques, le Berliet PCM, mais qui se révèle un échec commercial et technique face à son concurrent, le Saviem SC 10, élaboré selon le même cahier des charges.

### Conception et développement
Berliet commence l'étude d'un nouveau matériel, conçu pour le service à un agent seul avec montée par l'avant tout en rompant avec la tradition du moteur avant comme le préconisent les normes qualitatives allemandes. Ces études se concrétisent dans un véhicule, le PR 100, dont deux prototypes sont construits en 1970. Quatre autres unités sont construites en 1971 pour servir de véhicules de démonstration (sous la dénomination PR 100.P) et en mai 1971 l'autobus est officiellement présenté lors de la 20e semaine international de l'autocar à Monaco, sous le nom de PR 100.PA. Il se distingue des autres véhicules alors produits en France par deux caractéristiques : il est conçu pour le service à un agent et montée par l'avant avec une seconde porte décalée vers l'arrière juste avant le second essieu et le moteur est placé longitudinalement sous le plancher dans le porte-à-faux arrière.
Bien que Berliet s'attribue ce mérite lors de sa sortie, le PR 100 n'est pas le premier autobus français à motorisation arrière : dans les années 1950, des véhicules avec ces caractéristiques ont été produits comme le Million-Guiet-Tubauto B 9 et l'Isobloc 655 DHU mais leur production est restée confidentielle. La plupart des véhicules de ce type circulant en France étant produits à l'étranger, comme ceux du constructeur belge Brossel.

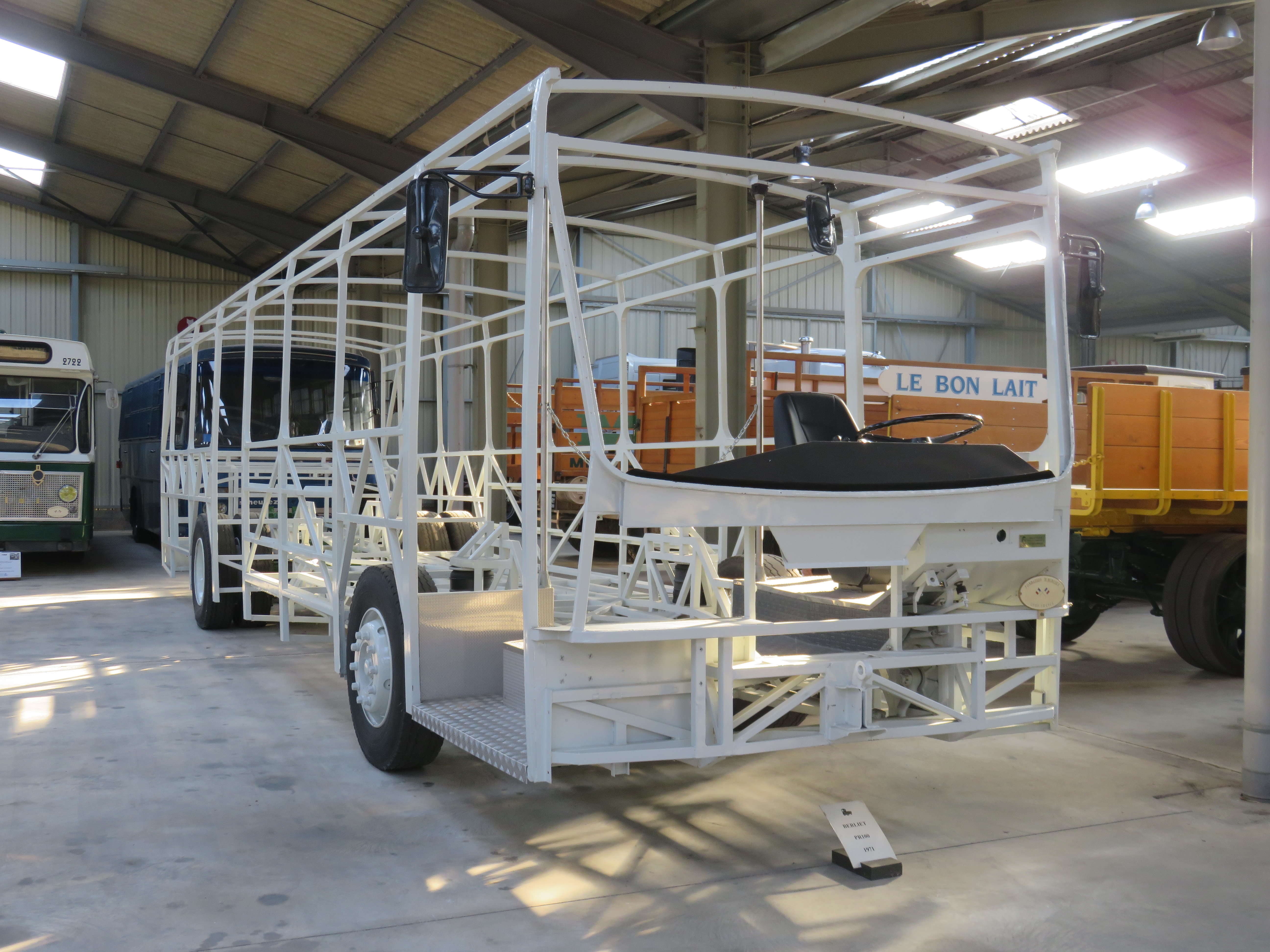
Caisse autoportante d'un PR 100.

Le véhicule possède une caisse autoportante à ossature tubulaire intégralement soudée au contraire du PCM qui utilise plus classiquement une caisse boulonnée sur châssis. Il se démarque des modèles en circulation par une esthétique assez anguleuse. La face avant, dont le modèle est déposé par le constructeur, comporte un pare-brise plat anti-reflets incliné de 11° vers l'arrière et entrant dans les conformités pour la norme de la visibilité rapprochée. Seuls 90 cm séparent le sol et le bas du pare-brise, assurant une large visibilité au conducteur notamment avec l'ajout des deux baies latérales facilitant les manœuvres d'accostage. La vitre arrière est identique au pare-brise et simplement inversée (haut-bas) selon une idée d'Alfred Engels, alors responsable du bureau d'études, ce qui permet une économie d'outillage et de pièces.
Le véhicule est équipé d'un moteur anglais Perkins V8.510 à 8 cylindres en V de 138 kW (187 ch) limité à 131 kW (178 ch) en raison d'une consommation d'huile et de carburant trop importante et d'un niveau sonore trop élevé ; il est disposé longitudinalement dans le porte-à-faux arrière sous le plancher. Le moteur est couplé à une boîte de vitesses semi-automatique à commande manuelle électrique Wilson Pont-à-Mousson HVD ; une boîte entièrement automatique avec convertisseur de couple Voith Diwa ou Pont-à-Mousson 412 C 70 est proposée en option.
Sa caisse a une longueur de 11,230 mètres (11,350 mètres avec le montage des butoirs sur pare-chocs). Son plancher est à 645 mm du sol à l'avant, et 670 mm au centre (640 pour le SC 10). La suspension est de type Airlam, composée d'une combinaison de coussins d'air et de ressorts à lames ; elle se retrouve sur le camion Stradair, les autobus de la série PH et les autocars Cruisair du même constructeur.

## Les modèles de série Berliet et Renault
Les PR 100 sortent d'usine avec le nom et le logo Berliet sur la partie gauche de la face avant — ils sont apposés sur la partie droite de la face avant pour les deux prototypes —, et avec le seul nom « Berliet » à gauche de la face arrière jusqu'en 1980. Au-delà de cette date, après la fusion entre Berliet et Renault, les modèles continuant à être construits (PR 100.MI et ER 100) arborent le losange Renault, dessiné par Victor Vasarely, apposé au-dessus de la calandre en position centrale tandis que le monogramme « RENAULT » apparaît à l'arrière-gauche.

### Autobus à moteur thermique

#### PR 100.PA et dérivés

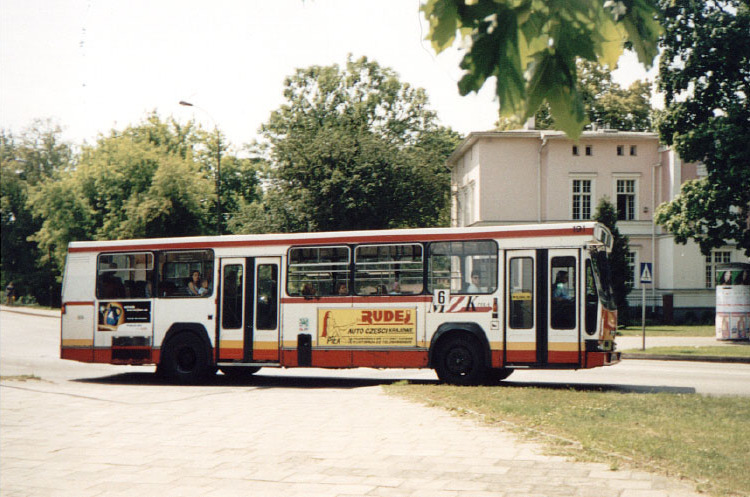
Un Berliet PR 100.PA.

Berliet construit en 1970 deux prototypes puis l'année suivante, quatre unités de présérie appelés PR 100.P. Ils serviront de modèle de démonstration.
Après sa présentation officielle en mai 1971 dans le cadre de la 20e semaine internationale du car, à Monte-Carlo, le véhicule est produit puis commercialisé à partir de 1972 sous la dénomination PR 100.PA (comme pour les PR 100.P pour la motorisation Perkins). Les 100.PA ont le même moteur que les six premiers PR 100 construits par Berliet. Plusieurs options seront disponibles, telles que les enjoliveurs chromés, les feux de brouillard, les butoirs de pare-chocs, une troisième porte, des fenêtres basculantes ou coulissantes ou encore les différents types de sellerie. En juillet 1972, 1 173 autobus sont en circulation dans les villes de France, aucun exemplaire n'est exporté. Les tout premiers sont commercialisés à Dijon. La ville de Toulon reçoit 16 PR 100.PA avec option trois portes, les premiers conçus pour le self-service.

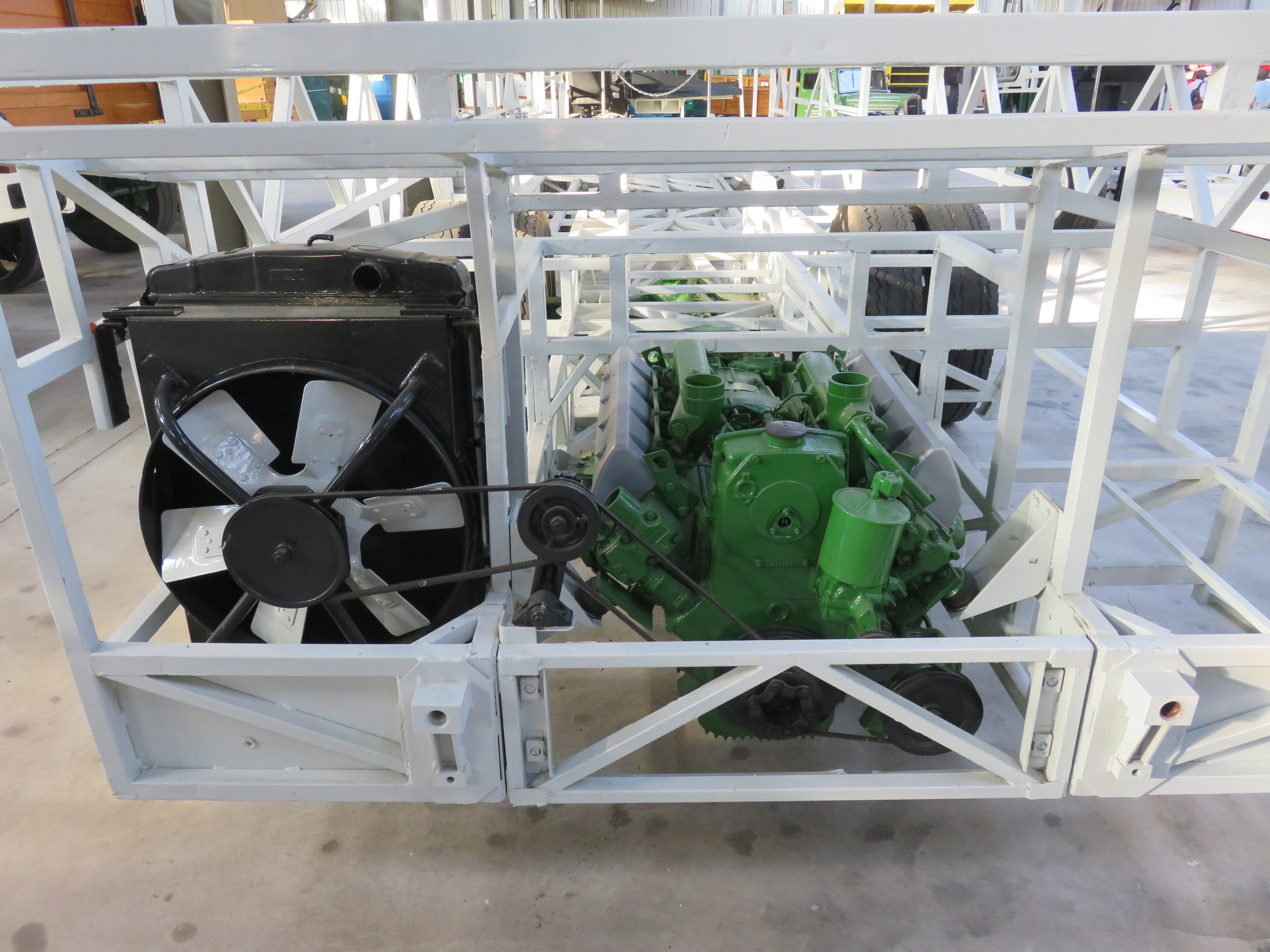
PR 100.PB à moteur Berliet V800.

En 1973, Berliet lance le PR 100.PB ou 100.B (B pour le moteur Berliet remplaçant le Perkins). Le nouveau moteur V8, nommé Berliet V800, développe 170 ch. Il est plus puissant et moins bruyant que le moteur Perkins. Son radiateur sera disposé sur le côté gauche, alors que celui du Perkins était placé à l'arrière, face au moteur. Le 100.PB se distingue extérieurement des 100.PA par la position de la grille de ventilation. Son pont moteur est également différents : l'étagement de celui du PR 100.PB est plus long, ce qui lui permet d'atteindre 90 km/h, au lieu de 74 pour les 100.PA. Seulement 296 PR 100.B sont produits, principalement utilisés sur les lignes suburbaines. La ville de Grenoble est l'une des villes à en posséder le plus avec 72 exemplaires.
En 1974, à la demande de la RATP, Berliet produit dix exemplaires de PR 100.B dotés d'un pare-brise spécifique cylindro-cyclique, voisin de celui des SC10. Les autobus, motorisés par Perkins mais dotés de l'étagement de boîte de vitesses des PR 100.B. desservent l'aéroport de Paris-Charles-de-Gaulle au départ de Paris.
En 1976, Berliet crée le PR 100.PRS, une version suburbaine de 45 places assises produite à 17 exemplaires.

#### PR 100.MI

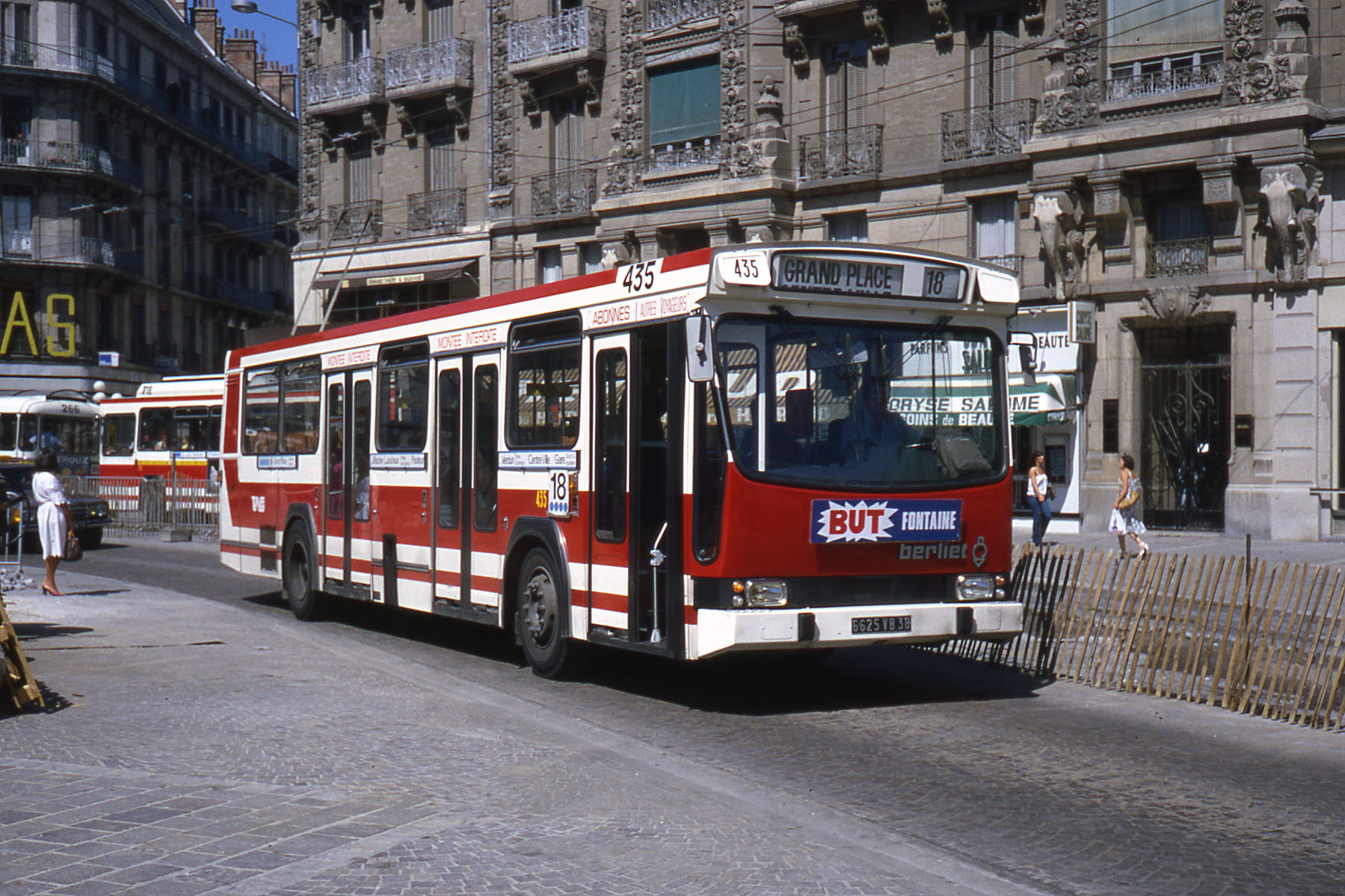
Berliet PR 100.MI à 3 portes (Grenoble).

Dès 1977, le PR 100.MI fait son entrée, faisant oublier les défauts de jeunesse des premières versions. Il est propulsé par une nouvelle motorisation de six cylindres en ligne de 200 chevaux d'origine Berliet. Cette série, la seule à moteur thermique à être produite sous les marques Berliet puis Renault, est forte de 2 308 exemplaires, ce qui en fait la plus importante en nombre.

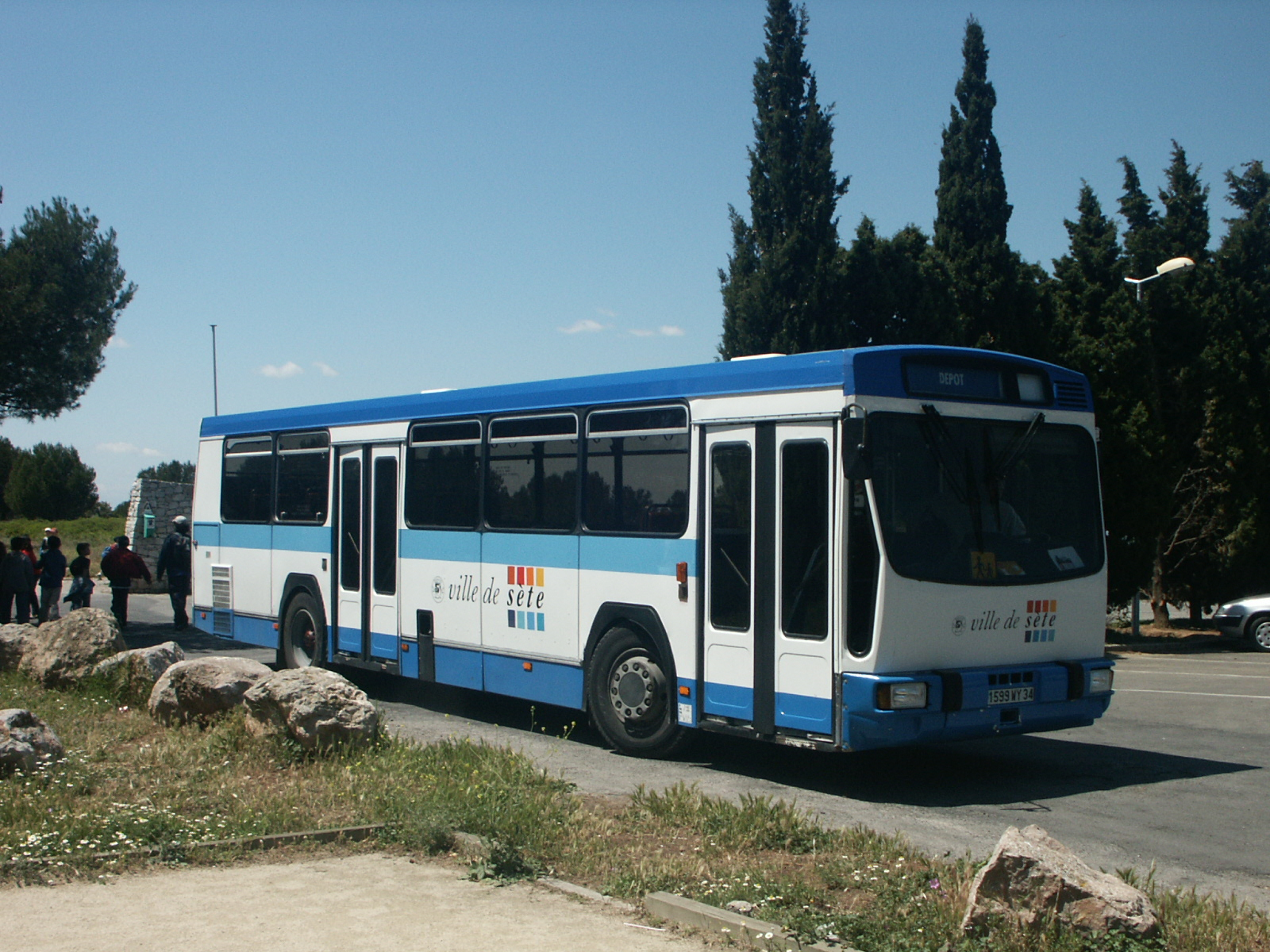
Renault PR 100.R (Sète).

Son moteur, type Berliet MIP 06.20.30, est intégré dans un compartiment insonorisé et équipé de silencieux sur l'échappement. L'entrée et la sortie d'air font taire les critiques sur les premières motorisations (Perkins V8.510 et Berliet V.800) : nuisances sonores excessives, émissions de fumées trop polluantes. Avec le PR 100.MI apparaît un nouveau poste de conduite ainsi que des emmarchements plus aisés et constitués de trois petites marches au lieu de deux grandes. Le PR 100.MI se reconnaît extérieurement à son embouti moulé dans le bas de chaque vantail sous la vitre des portes qui perdent en outre leur galbe, à sa grille de radiateur située dans le porte-à-faux arrière droit (auparavant à gauche), au réservoir de carburant et sa goulotte de remplissage déplacés dans l'empattement, à la gouttière de pavillon qui est abaissée au niveau de la ligne supérieure des baies et, enfin, au capot moteur relevable (au lieu de deux portillons type « armoire »). Une version à trois portes est proposée pour une exploitation « Libre-Service » banalisant les montées et les descentes ; la troisième porte est alors montée dans l'empattement et non le porte-à-faux arrière en raison de la position du moteur qui aurait exigé un nombre de marches prohibitif.
Une dernière évolution du PR 100.MI consiste en 1984 en l'adoption d'une face avant aux angles adoucis et dont la girouette prolonge le plan du pare-brise. De part et d'autre de la girouette, les volets d'aération obturables laissent la place à des ouïes.

#### PR 180

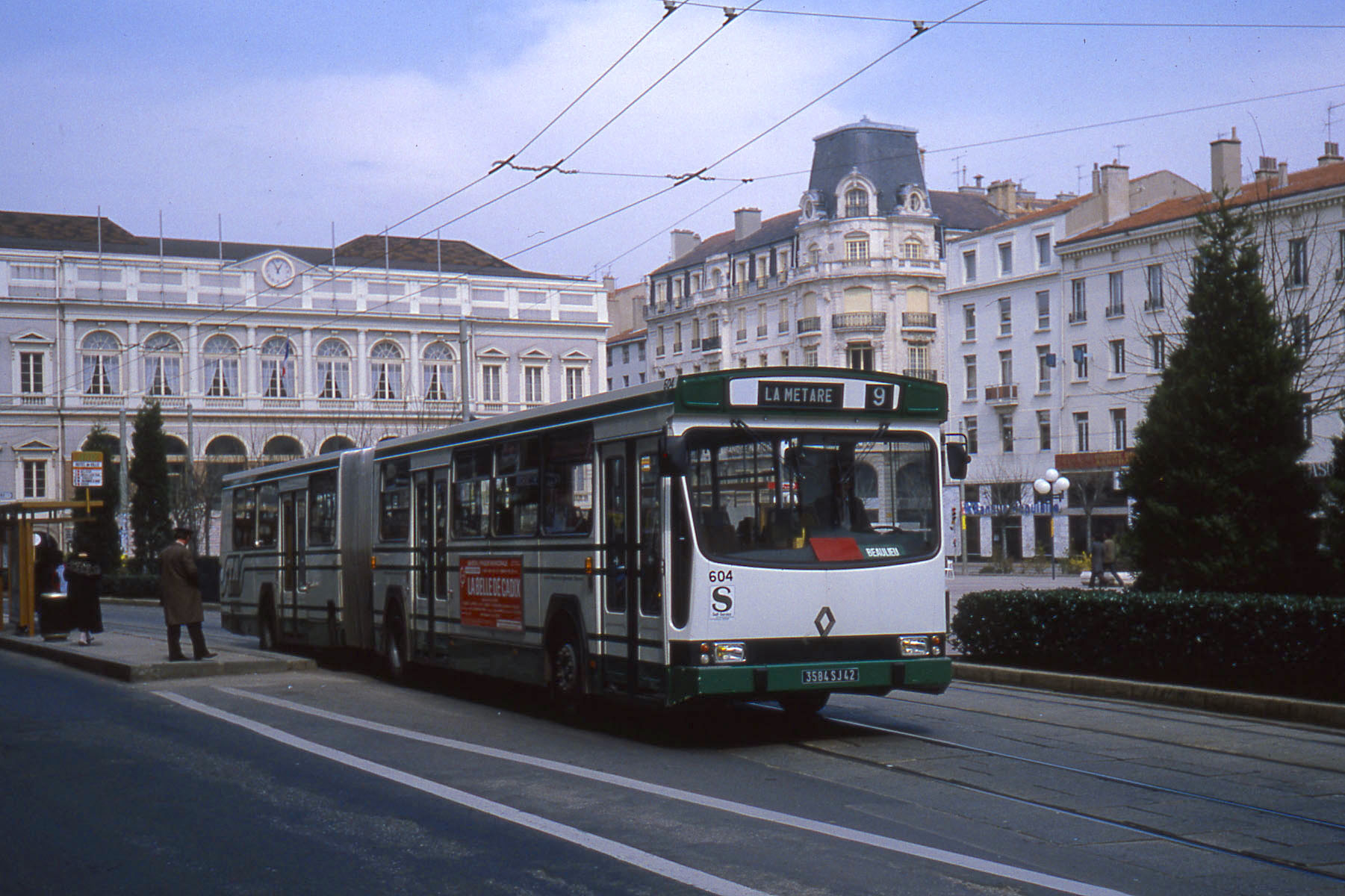
PR 180 (Saint-Étienne, 1982).

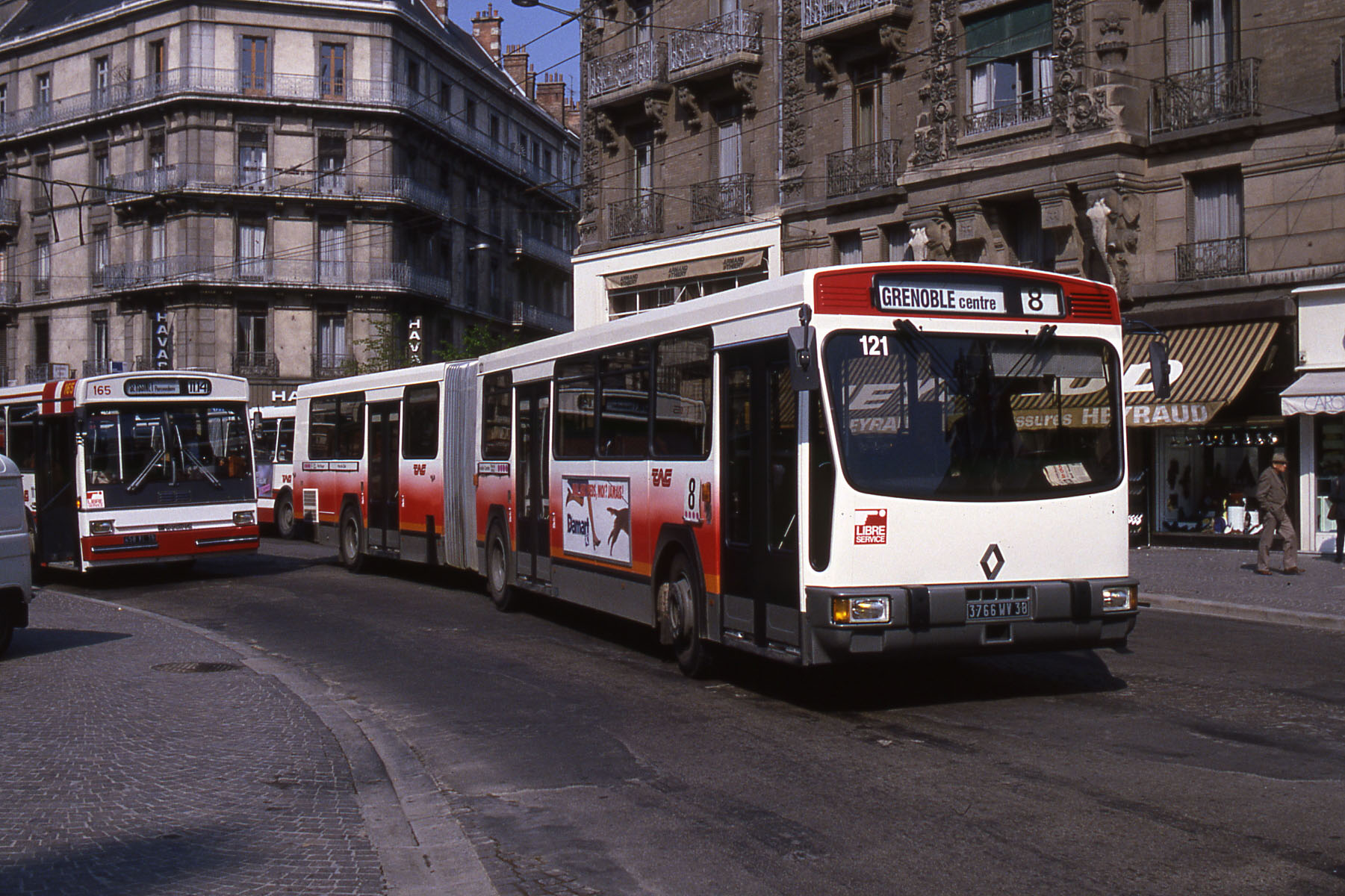
PR 180.R ; portes non intégralement vitrées (Grenoble).

Le succès de la gamme d'autobus de 12 mètres ainsi que la demande croissante des usagers pousse RVI à décliner la version standard en version articulée dès 1980, concurrençant ainsi les modèles d'outre-Rhin issus des gammes Setra ou Mercedes-Benz. Le PR 180 est assemblé à partir d'éléments de PR 100, un tronçon arrière est simplement accouplé à une caisse avant. Il est propulsé par deux ponts : un tracteur et un pousseur, ce qui lui confère une excellente adhérence et une grande stabilité. La transmission se fait au niveau de l'accordéon par des cardans. Le PR 180, commercialisé en 1980, est conçu à partir des organes et des éléments de carrosserie du PR 100.MI. Sa longueur se porte à 17,625 mètres avec une capacité de 166 places (42 assises, conducteur compris + 124 debout).
La version articulée connaîtra des évolutions parallèles à la mise à jour de la gamme des autobus standards. Le PR 180.MIPS est une version articulée du PR 100.MI doté d'un moteur MIPS 06.20.30. Produit en 1980 et 1984, il est remplacé en 1984 par le PR 180.R qui arbore le même avant restylé que le PR 100.R et préfigure la transition qui viendra en 1985. 497 éléments (PR 180.MIPS et R) sont immatriculés en France durant cette période.
En 1985, Renault lance sur le marché le PR 180.2, version articulée du PR 100.2, il est équipé du même moteur que la version standard c'est-à-dire du MIPS puis du MIPR 06.20.45.
PR 180.1 : 497
PR 180.2 : 1 169

#### PR 100.2 et déclinaisons

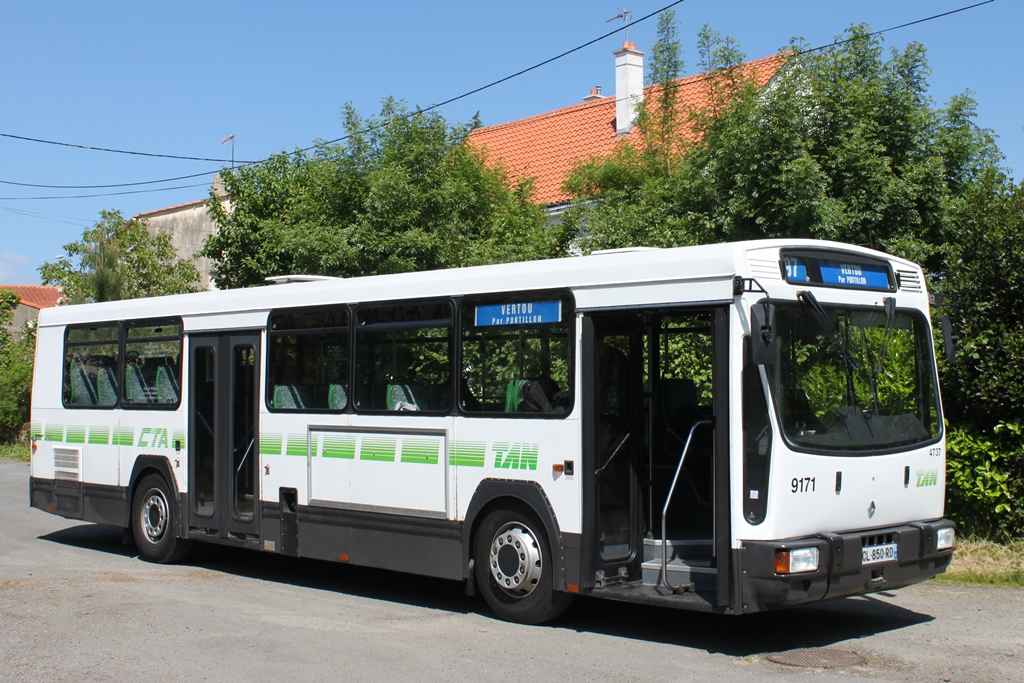
PR 100.2 (Nantes).

Ce dernier reprend la face avant du PR 100.R aux angles arrondis, mais apporte aussi quelques éléments nouveaux comme des portes vitrées sur toute leur hauteur ou des feux de gabarit et clignotants différents. Le moteur quant à lui est remplacé par le MIPS 06.20.45 (S pour suralimenté), plus puissant (puissance portée de 185  à   196 ch).
La plupart des réseaux de transport en commun français ont exploité des Renault PR 100.2 à partir de 1984. La plupart de ces véhicules sont réformés en 2016. Les derniers exemplaires devaient être retirés du service en 2018 en raison des normes d'accessibilité, mais certains circulent encore occasionnellement en 2019.

#### PR 112 et PR 118

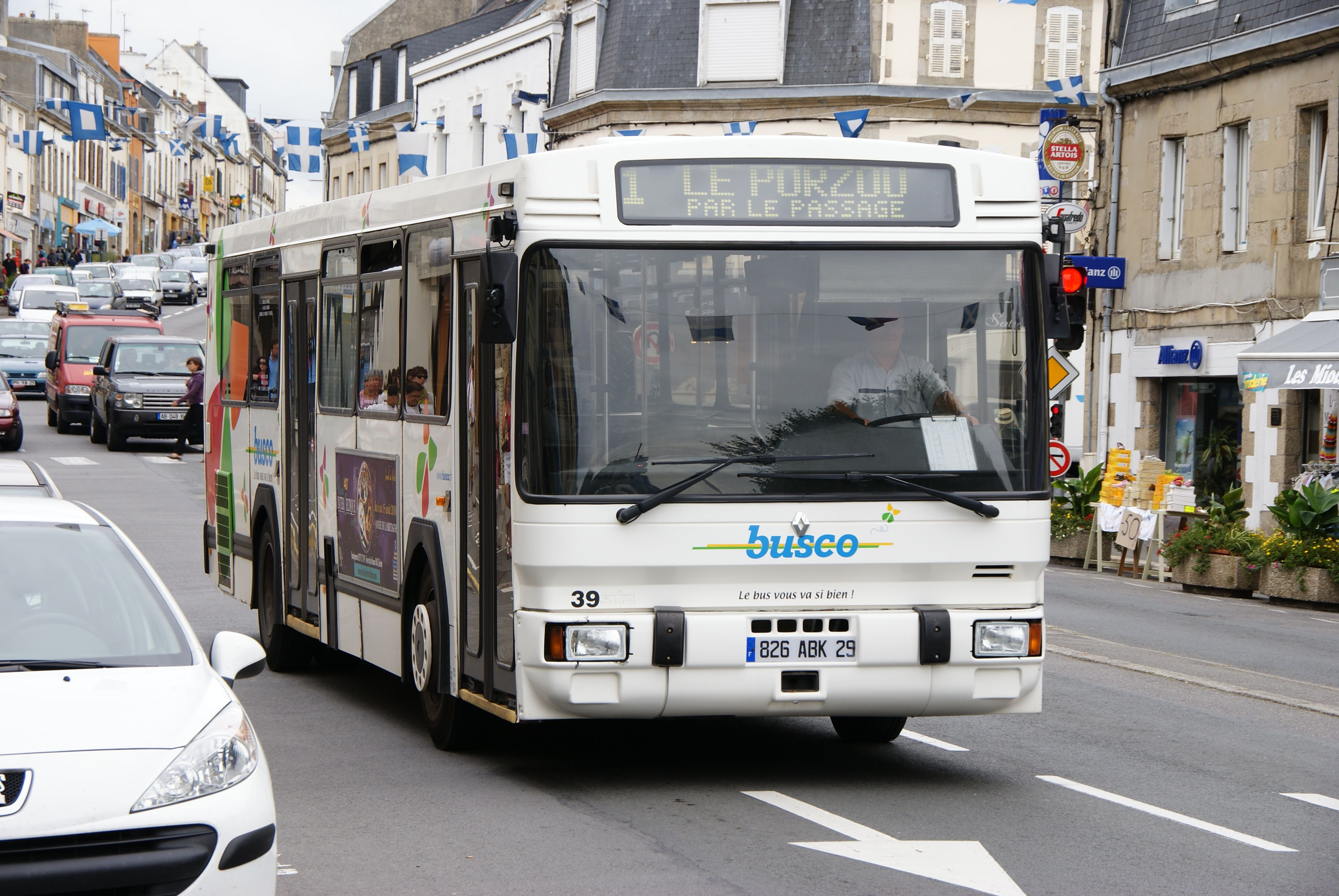
PR 112 (SIVU Concarneau).

Dernier de la famille PR 100, le PR 112 est commercialisé à partir de 1993. Il est issu d'une collaboration entre Renault et le carrossier albigeois Safra. Ce dernier propose déjà un relooking des PR 100 MI et 100.2 avec une nouvelle face avant en matière plastique qui reprend le pare-brise galbé des R312 et d'une nouvelle face arrière. RVI profite du partenariat avec ce carrossier pour produire directement en usine le PR 112, un autobus similaire au PR 100.2, mais doté de cette nouvelle face avant et de quelques autres modifications comme l'utilisation du moteur MIPR 06.20.45 (R pour suralimenté-refroidi) ; la nouvelle face arrière proposée par Safra n'est pas retenue. La production cesse en 1999 avec la livraison de l'ultime PR 112 au réseau Verney de Lorient.

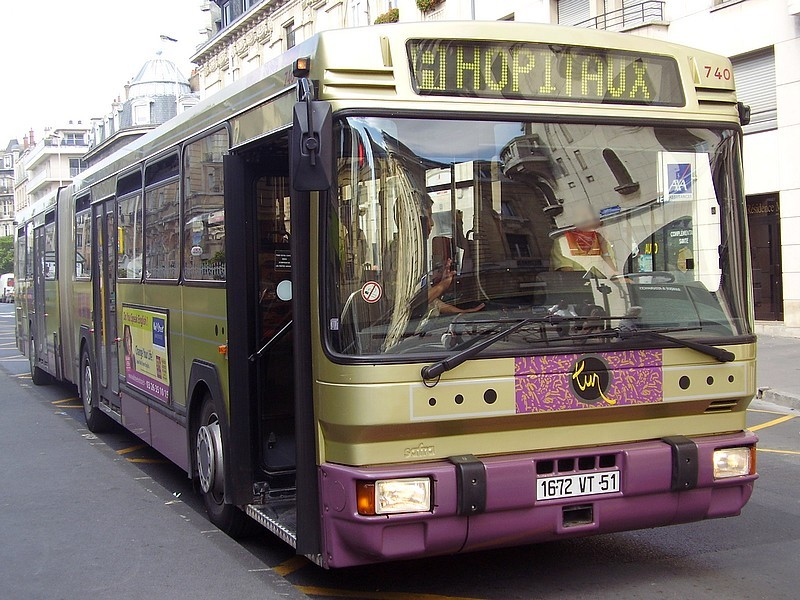
PR 118 (Reims).

En 1993, sort le PR 118, version articulée et longue de 18 m du PR 112 avec la même face avant restylée. Le PR 118 est en outre équipé de feux de gabarit.
En termes de motorisation, le six cylindres Renault (origine Berliet) MIPR 06.20.45 suralimenté avec échangeur de chaleur est proposé dans trois réglages et est l'ultime motorisation du PR 112 et 118. La puissance du premier est de 206  ou   253 ch, celle du second de 253  ou   302 ch associés à des boîtes ZF ou Voith.
Dans les années 2020, la plupart des PR 112 encore en service roulent dans des pays étrangers comme ceux du Maghreb ou encore en Europe de l'Est.

### Troyllebus et véhicules bimode

#### ER 100

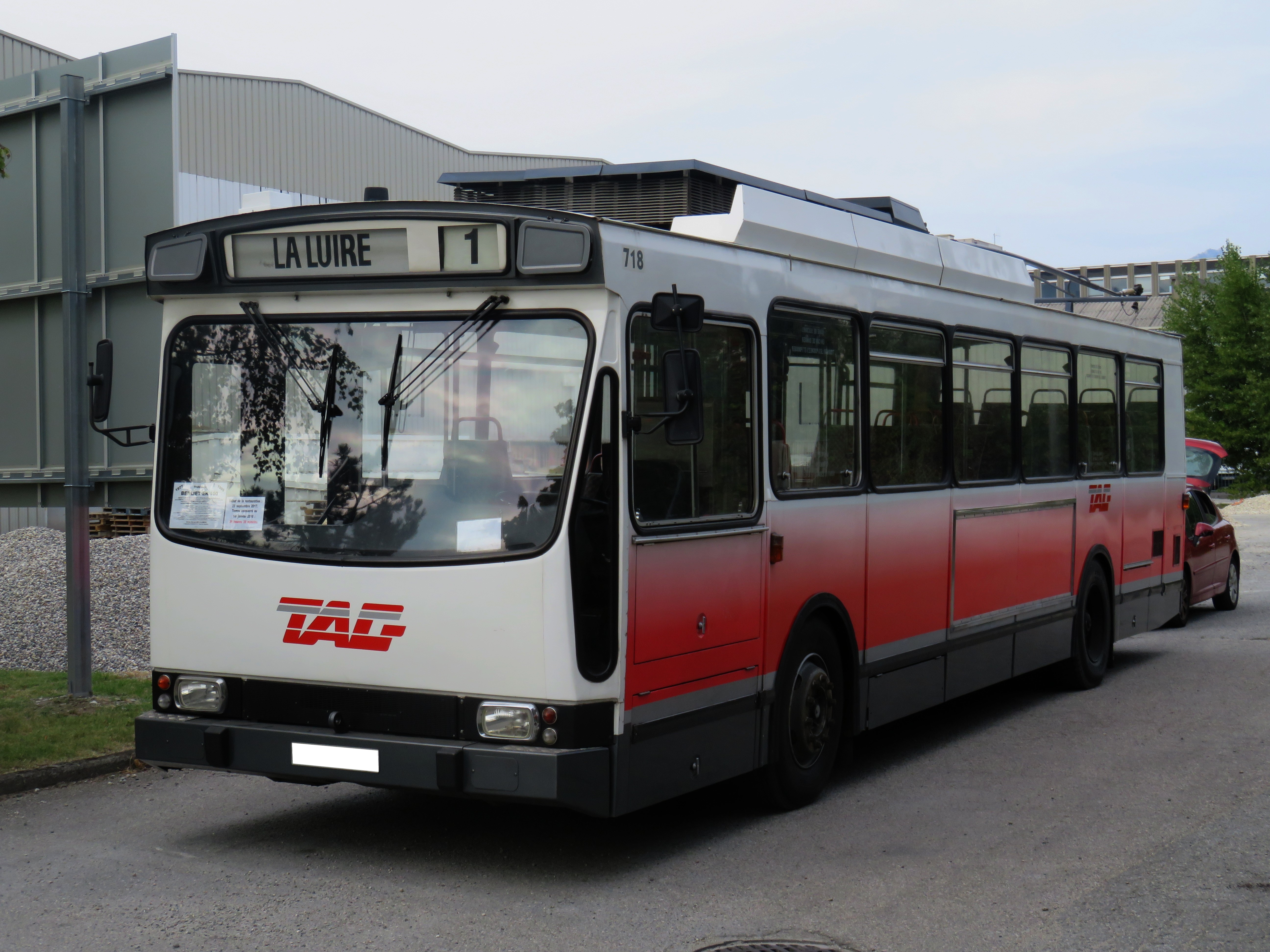
Trolleybus ER 100 (Grenoble).

Dès la fin de la Seconde Guerre mondiale, les réseaux de trolleybus se multiplient en France mais au début des années 1960, le déclin de ce mode de transport semble inexorable. Le premier choc pétrolier en 1973 ralentit toutefois le démantèlement des derniers réseaux dont Toulon est la dernière victime. Les villes de Grenoble, Lyon et Saint-Étienne restées fidèles à ce système de transport, cherchent à renouveler leur parc constitué essentiellement de trolleybus Vétra mis en service entre 1943 et 1964. Vetra ayant fermé définitivement ses portes en 1964, elles contactent d'abord SAVIEM qui refuse d'adapter son SC 10, avant de se tourner vers Berliet à qui elles vont fournir un cahier des charges pour la création d'un nouveau trolleybus français.
Le prototype de ce véhicule a été présenté le 14 avril 1976. Nommé ER 100, il va permettre le renouvellement des réseaux de trolleybus des villes de Lyon, Marseille, Grenoble, Saint-Étienne et Limoges. Il est constitué d'une caisse de PR 100 dotée d'une chaîne de traction électrique. Le moteur est élaboré par Traction-Compagnie électro-mécanique-Oerlikon (TCO) type 4 ELG 2330T ou Alsthom de 172 kW. Ce véhicule est équipé d'un moteur auxiliaire Deutz diesel 3 cylindres de 58 ch, monté en option, permettant un fonctionnement autonome en cas de défaillance du réseau électrifié ou de déviation. Les premiers exemplaires ont été livrés à la SEMITAG de Grenoble. Certains ER 100 lyonnais utilisent, lors de leur mise en service en 1979, des moteurs de traction Alsthom récupérés sur d'anciens trolleybus Vétra datant de 1942 et réformés.
La seconde série d'ER 100 livrée à Limoges en 25 exemplaires à partir de 1987 est dérivée du PR 100.2 d'où sa dénomination ER 100.2H. Elle est équipée d'un hacheur à la place du rhéostat, ce qui permet la récupération de courant au freinage.
Au total, 324 exemplaires de ER 100 ont été produits, d'abord par Berliet, puis par Renault V.I.. Quinze d'entre eux ont été préservés. Aucun de ces trolleybus n'a trouvé preneur à l'étranger. Voir liste des ventes ER 100 & 180 : Répartition des ER100 & PER180.

#### ER 180, PER 180 et PER 180.H

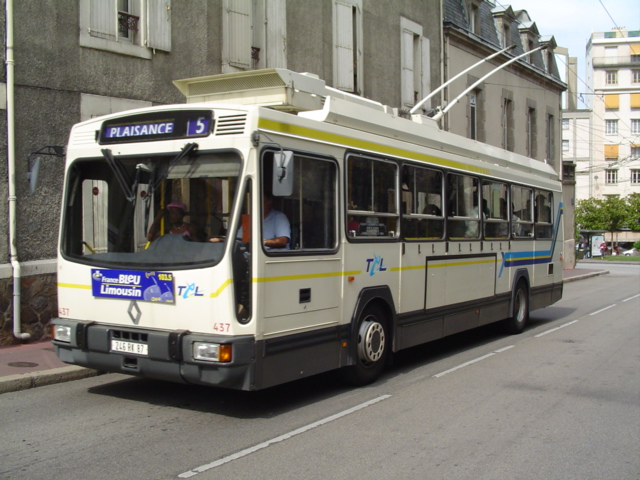
Trolleybus ER 100.2H (Limoges).

Renault fabrique également l'ER 180.H, un prototype de trolleybus articulé tout électrique. Outre la chaîne de traction électrique propre à l'ER 100, il est équipé d'une batterie cadmium-nickel installée dans la remorque et lui assurant une autonomie de 5  à   20 km à vitesse réduite en l'absence d'alimentation par voie aérienne. Seul son essieu médian est moteur,.

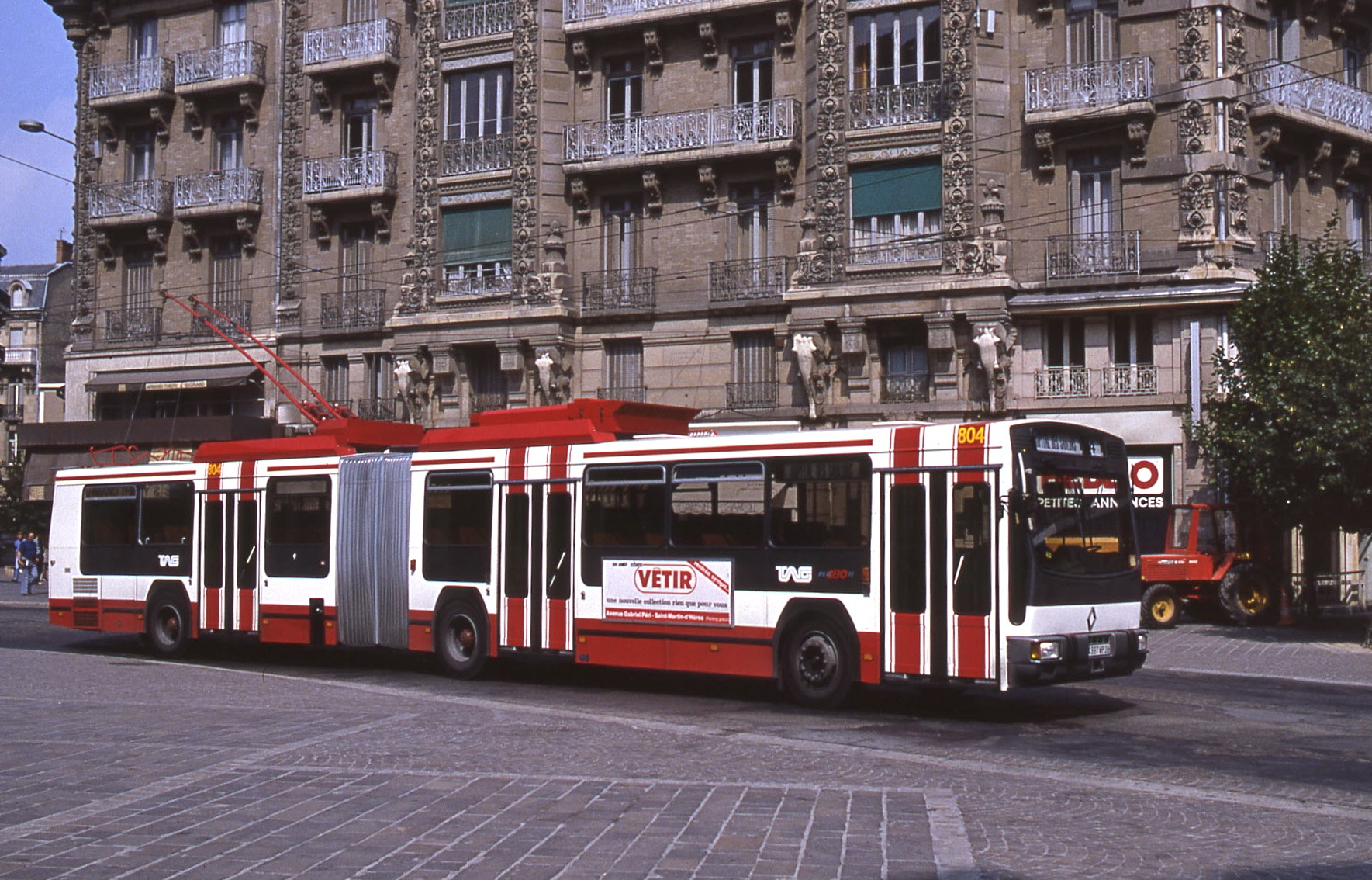
Trolleybus PER 180.H (Grenoble).

Un dérivé de l'ER 180 est proposé en bimode, le PER 180. Il est en mesure de rouler en modes autobus et trolleybus grâce à la juxtaposition des chaînes de traction Diesel du PR 180 (moteur MIPS 06.20.30 de 225 ch) et électrique de l'ER 100. La version PER 180 proprement dite est équipée d'un rhéostat mais, à l'instar des trolleybus standard, le type PER 180.H est équipé d'un hacheur. Le prototype est testé à Seattle (États-Unis) où il participe à un appel d'offres qui sera remporté par le constructeur italien BredaBus. Seuls les réseaux de Nancy, Grenoble et Saint-Étienne seront détenteurs du PER 180. C'est le seul bus de cette gamme à ne pas connaître un franc succès en raison de sa technologie complexe et de son coût ; plusieurs exemplaires nancéiens sont d'ailleurs transformés en autobus par démontage des équipements électriques.
Seulement 64 exemplaires du ER 180 seront fabriqués.

### Résumé
- Motorisation diesel :
  - PR 100, autobus standard, véhicules prototypes produits à deux exemplaires en 1970 ;
  - PR 100.P, autobus standard, véhicules de présérie servant de véhicules de démonstration produits à quatre exemplaires en 1971 ;
  - PR 100.PA, autobus standard, véhicule de série, produit à partir de 1972 à 1 173 exemplaires ;
  - PR 100.B (B pour Berliet), autobus standard, PR 100 PA avec nouvelle motorisation Berliet, produit à partir de 1973 à 296 exemplaires ;
  - PR 100.R (R pour RATP), autobus standard, variante du PR 100 PA produit à 10 exemplaires pour la RATP en 1974 (avec un pare-brise cylindro-cyclique) ;
  - PR 100.PRS, autobus standard, version autocar suburbain (45 places assises), produit à 17 exemplaires à partir de 1976;
  - PR 100.MI, autobus standard à nouvelle motorisation remplaçant celles Perkins et Berliet, produit à partir de 1977 à 2 308 exemplaires ;
  - PR 100.2, autobus standard ;
  - PR 112, autobus standard ;
  - PR 180, autobus articulé ;
  - PR 180.R, autobus articulé ;
  - PR 180.2, autobus articulé ;
  - PR 118, autobus articulé ;
- Trolleybus :
  - ER 100.R, trolleybus standard; produit à 299 exemplaires avec l'ER 100.H ;
  - ER 100.H, trolleybus standard ;
  - ER 100.2H, trolleybus standard ;
  - PER 180.H, trolleybus articulé ;
  - PER 180.2H, trolleybus articulé ;

PR 100 et modèles dérivés construits par Berliet et Renault.
■ Autobus Berliet - ■ Autobus Renault - ■ Trolleybus Berliet - ■ Trolleybus Renault

### Les déclinaisons de la caisse des PR 100 / PR 180
Plusieurs équipements ou carrossiers utilisent des caisses de PR 100 ou PR 180 pour développer leur propre gamme d'autobus standard, d'autobus articulés ou de midibus commercialisés en France.

#### CBM: PRS, PR 80S et PR 120.S
Car & Bus Le Mans construit de petites séries d'autobus urbains ou interurbains sur la base du PR 100.
Le PRS en fabriqué en 1976.
| Image externe |                            |
|               | PR 80.S sur flickriver.com |

Le PR 80.S, en 1985, est un autobus construit sur base de PR 100.2 avec une face avant spécifique, deux portes pivotantes-extérieures simples remplaçant celles doubles ainsi qu'un plancher surélevé permettant l'insertion de 53 sièges dans le sens de la marche.

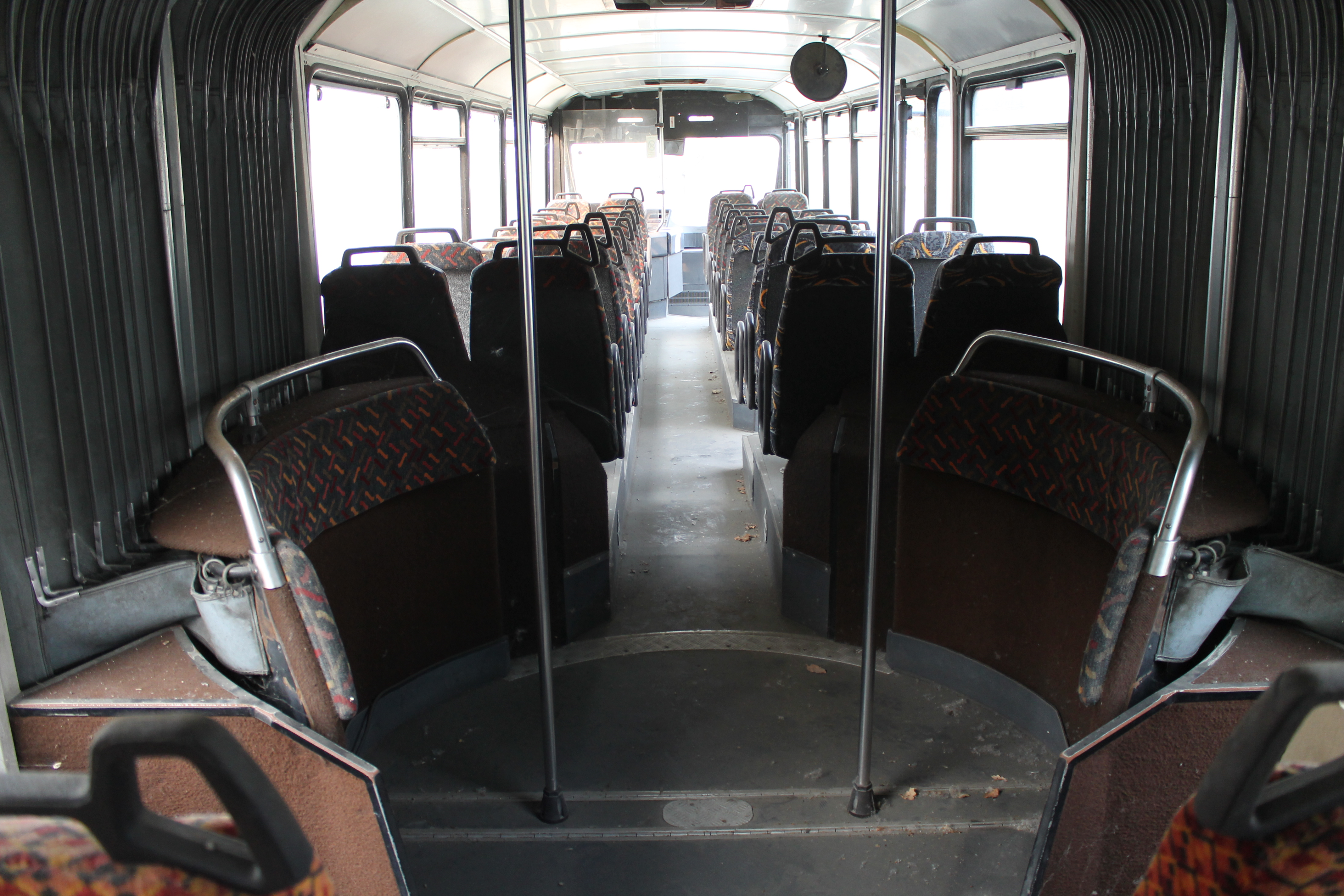
Intérieur du PR 120.S.

Le PR 120.S est un PR 180 doté d'un plancher surélevé pour l'insertion de sièges dans le sens de la marche comme un autocar et de trois portes pivotantes-extérieures simples remplaçant celles doubles. Seuls deux exemplaires sont construits. L'un est détruit dans les pays de l'Est. L'autre roulait en Ille-et-Vilaine avec l'entreprise TIV 35, a été retiré du service en 2012 et mis à la casse en 2021,.

#### Gruau: P70-U
Le carrossier Gruau a fabriqué un petit nombre d'autobus à partir du PR 100.R, raccourci de façon à le transformer en midibus. Ces véhicules ont notamment circulé à Elbeuf, Nice, Saint-Brieuc et Sainte-Menehould.

#### Heuliez: GX 107 & GX 187

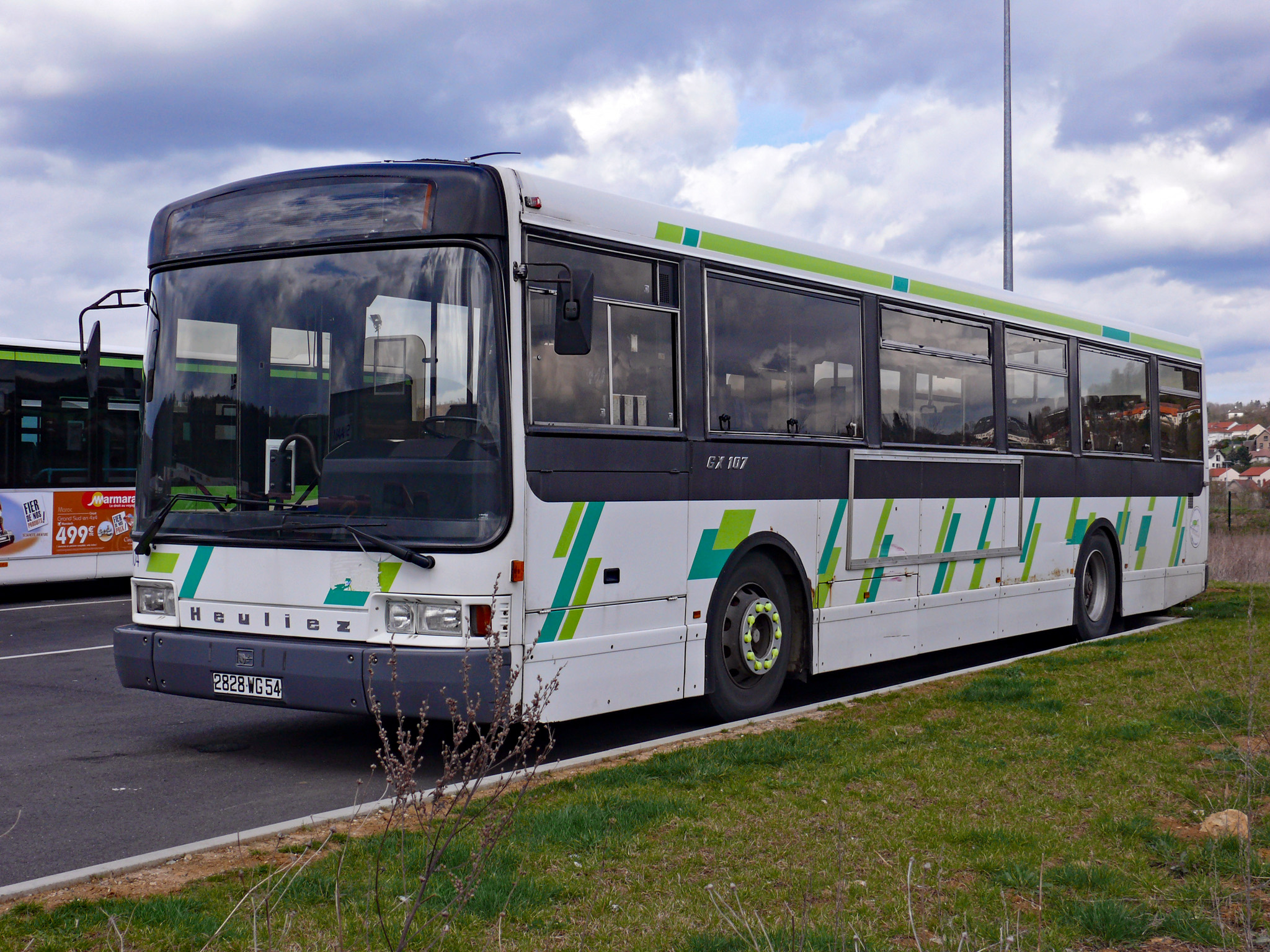
Heuliez GX 107 (Nancy).

Entre 1983/1984 et 1996, Heuliez, par ailleurs sous-traitant de Renault, développe sa propre gamme de véhicules standards (GX 107) et articulés (GX 187) construits sur les caisses Renault PR 100 et PR 180 et leurs évolutions. La chaîne cinématique est également inchangée. Seuls la caisse aux angles plus arrondis que sur les Renault, la disposition des baies et des portes, le poste de conduite et les aménagements intérieurs diffèrent. Le GX 113 est un GX 107 dont l'intérieur est spécialement aménagé pour Marseille.
Cette gamme d'autobus connaît, comme les modèles d'origine, un succès important auprès des réseaux français avec 2 113 GX 107 et 534 GX 187 sortis de l'usine Heuliez de Rorthais entre 1984 et 1996, auxquels il faut ajouter 299 exemplaires du GX 113 construits de 1985 à 1994.

#### Heuliez-Renault: Mégabus

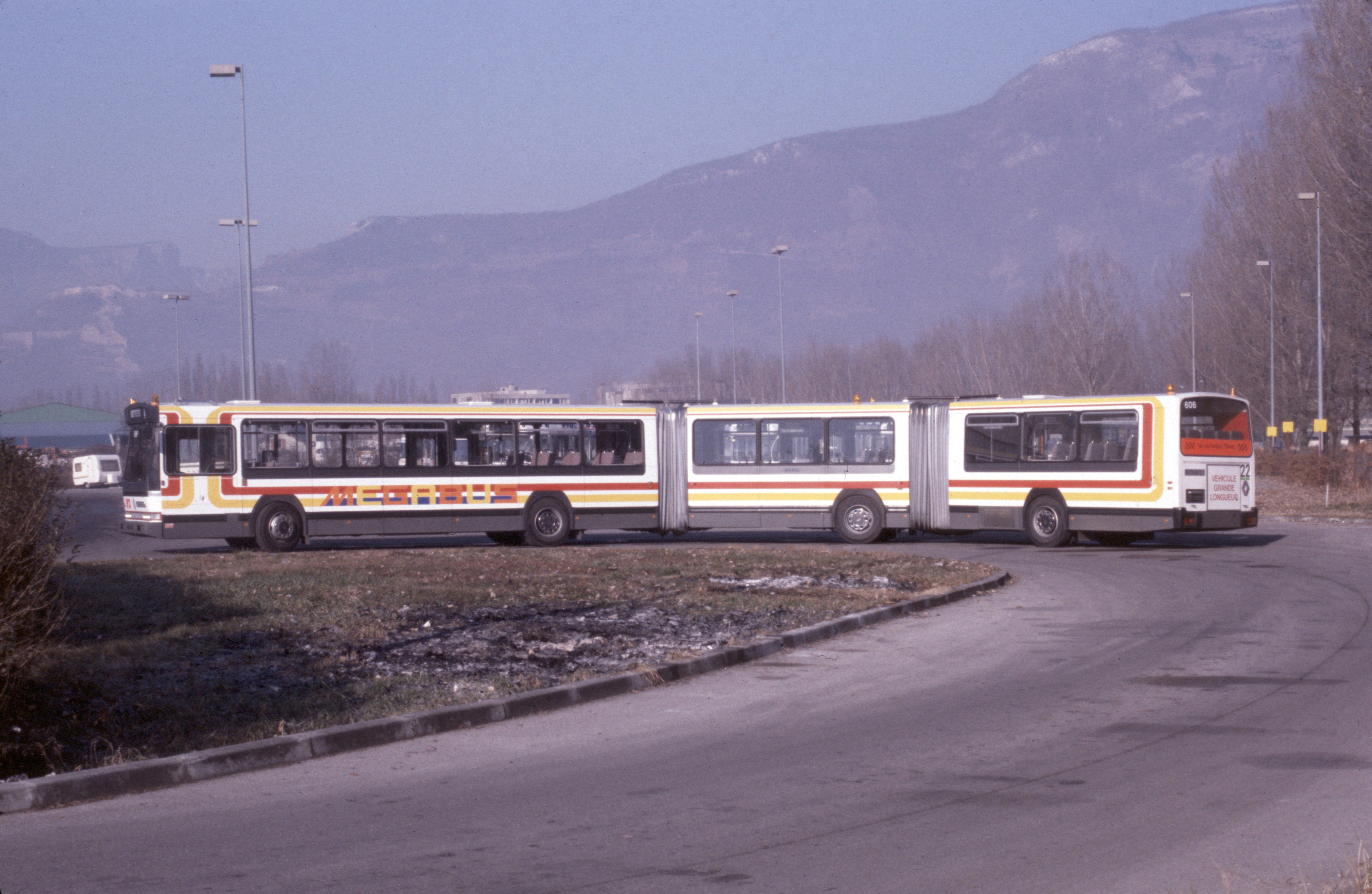
Mégabus.

À partir de 1982, la carrosserie Heuliez, très liée au groupe Renault par une longue expérience de sous-traitance, développe avec Renault Bus une version bi-articulée à trois essieux moteurs, le Mégabus.
Ce modèle n'a qu'un très timide accueil : seuls un prototype et dix exemplaires sont produits entre 1986 et 1989 et circulent à Bordeaux entre 1989 et 2003. Son prix d'achat (2,7 millions de francs), son encombrement (24,382 m de longueur) et la puissance modeste de son moteur (302 ch) au regard de sa masse (22,080 t) limitent ses possibilités d'utilisation, alors que le tramway connaît à la même époque un regain d'intérêt.

#### Obrador: PR.B et PR.C
La firme espagnole Obrador spécialisée en carrosserie s'est aussi basée sur la caisse et la chaîne cinématique du PR 100 standard pour développer le PR.B (autobus urbain) et PR.C (autobus interurbain) en 1997. Ils ont roulé à Lorient, Lyon, Nantes et en région parisienne. Il est fabriqué 48 exemplaires de ces autobus, deux versions confondues.

### Les PR 100/180 à l'étranger

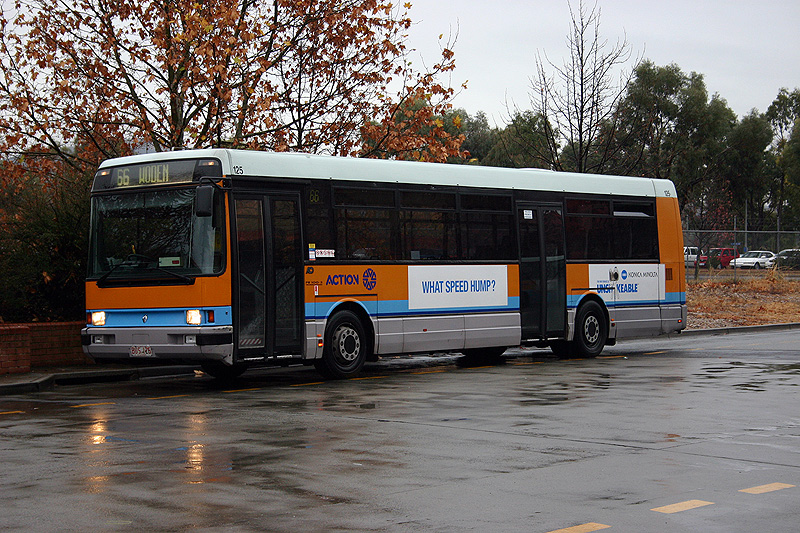
Renault PR 100.3 d'ACTION à Canberra (Australie).

Sans réaliser un inventaire exhaustif, plusieurs types de PR 100 sont produits sous licence Berliet puis RVI par delà le monde avec de nombreuses modifications parfois, comme la conduite à droite en Australie. Certains n'ont pas l'aspect des PR 100 français.
- En Algérie, la Sonacome produit des PR 100.V8 à moteur Sitra/Deutz.

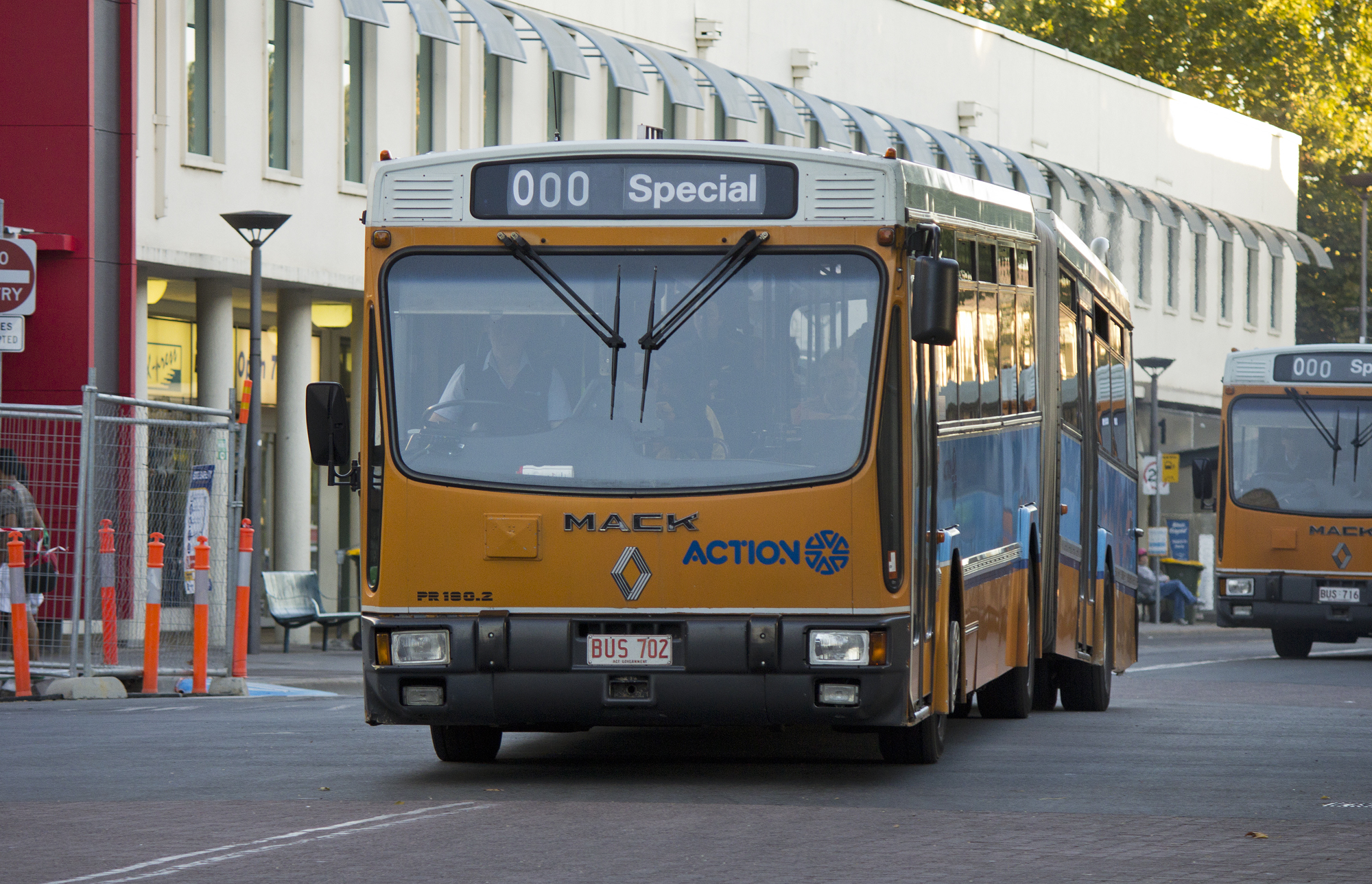
Renault-Mack PR180.2 ACTION à Canberra (Australie)

- En Australie circulent des Renault PR 100.2 (moteur Mack), PR 180.2, PR 100.3 (création du carrossier Austral Denning à partir d'un PR 100 puis d'un R312, moteur Mack). Une partie des bus a été estampillée Mack-Renault. Transperth à Perth en a exploité jusque dans les années 2010 ; à Canberra, ACTION en a fait rouler plus de 200, dont encore 71 sont en service en novembre 2018[9]. Les châssis PR100.2 sont arrivés en Australie en CKD et ont été assemblés par Clyde Engineering à Melbourne. Ansair Bus & Coach de Tullamarine a ensuite construit les carrosseries. 258 exemplaires du Renault-Mack PR100.2 (145 Mk1 + 113 Mk2) ont été assemblés entre avril 1987 et juin 1993.

Les châssis PR.180 sont arrivés en Australie en CKD et ont été assemblés par la filiale Mack Trucks à Brisbane, puis transportés à Melbourne où Ansair Bus & Coach de Tullamarine a construit les carrosseries. 27 exemplaires du PR180.1 et 6 du PR180.2 ont été assemblés localement de décembre 1987 à juin 1993.
Les châssis PR100.3, successeur du PR100.2 ont été importés en Australie en CKD pour être assemblés par Mack Trucks à Brisbane. La carrosserie a été réalisée Austral Denning de Brisbane. La face avant était différente du R312. Au total, 42 de ces bus ont été assemblés entre 1994 et 1996 dont 2 ont été transformés avec une motorisation GNV.
Le dernier autobus Renault-Mack a été retiré du service le 1er juillet 2020.
- L'Espagne adopte aussi le PR 100.2 dont certains reçoivent une motorisation Daimler-Benz.

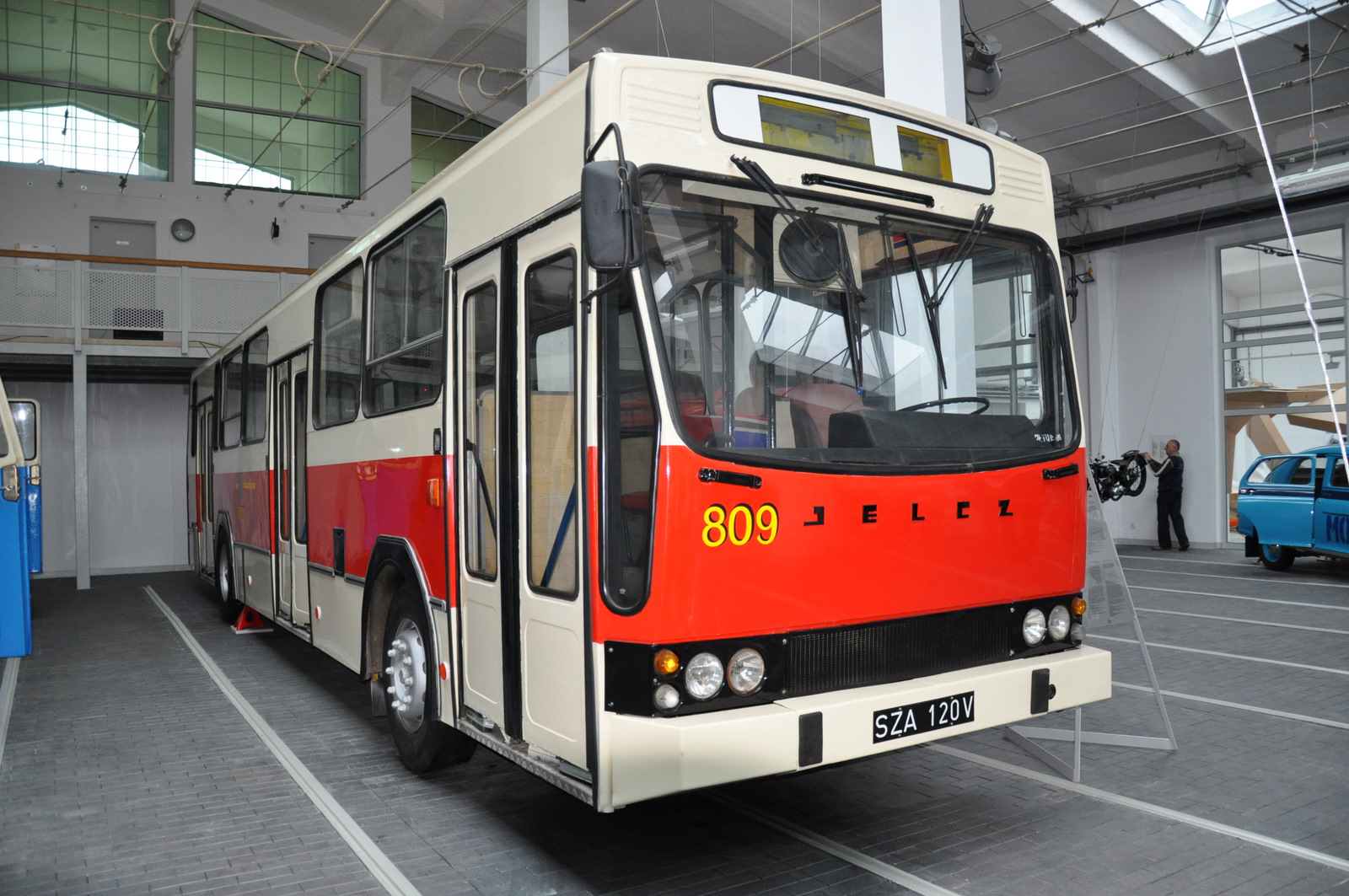
Jelcz PR110 (Pologne).

- En Pologne, Jelcz produit les PR 100 sous licence entre 1973 et 1977, d'où deux monogrammes sur les véhicules (Berliet / Jelcz). Le Jelcz PR110 est une version rallongée à 12 mètres et surélevée de 10 cm développée uniquement pour la Pologne. On y compte 110 places (36 assises ; 74 debout), propulsé par un moteur Leyland et équipé d'une troisième porte dans le porte-à-faux arrière. On dénombre 205 PR110 dans les registres de Berliet, dont seuls seize sont construits intégralement à Vénissieux. Les 184 autres sont expédiés en CKD vers la Pologne. La fabrication va se faire ensuite sous licence comme le PR 100, incluant même des variantes « autocars » dites interurbaines et tourisme. Après 1980 et la fusion entre les deux constructeurs français, Renault Véhicules industriels ne fait plus référence à la production polonaise.

## Caractéristiques

### Dimensions
poids articulé : 14 280⁄14 880 kg

### Chaîne cinématique

#### Motorisations thermique
| Modèle et boîte                                                          | Construction             | Moteur + Nom                                                 | Norme Euro         | Cylindrée         | Performance                    | Couple               | Vitesse maxi    | Consommation + CO2    |
| ------------------------------------------------------------------------ | ------------------------ | ------------------------------------------------------------ | ------------------ | ----------------- | ------------------------------ | -------------------- | --------------- | --------------------- |
| Berliet PR 100.P Berliet PR 100.PA (boîte auto. Voith puis méca. Wilson) | 05/1971 - 07/1972 - 1973 | 8 cylindres en V Perkins V8.510 (X.A)                        | Aucune             | 8 360 cm3 (8,4 L) | 128 kW (174 ch) à 2 800 tr/min | ... N m à ... tr/min | 74 km/h         | ... l/100 km ... g/km |
| Berliet PR 100.R Berliet PR 100.PRS (boîte méca. Wilson)                 | 1974 - 1976              | 8 cylindres en V Perkins V8.510 (X.A)                        | Aucune             | 8 360 cm3 (8,4 L) | 128 kW (174 ch) à 2 800 tr/min |                      | 74 km/h 90 km/h |                       |
| Berliet PR 100.PB Berliet PR 100.B (boîte méca. Wilson)                  | 1973 - 1977              | 8 cylindres en V Berliet V800                                | Aucune             | 6 920 cm3 (6,9 L) | 125 kW (170 ch)                |                      | 90 km/h         |                       |
| Berliet PR 100.MI (boîte méca. Wilson)                                   | 1977 - 1980              | 6 cylindres en ligne Berliet MIP 06.20.30                    | Aucune             | 8 820 cm3 (8,8 L) | 136 kW (185 ch) à 2 200 tr/min |                      |                 |                       |
| Berliet PR 100.MI (boîte auto. ZF 4 HP 500)                              | 1977 - 1980              | 6 cylindres en ligne Berliet MIP 06.20.30                    | Aucune             | 8 820 cm3 (8,8 L) | 165 kW (224 ch) à 2 400 tr/min |                      |                 |                       |
| Renault PR 100.MI Renault PR 100.MIS (boîte auto. ZF 4 HP 500)           | 1980 - 1984              | 6 cylindres en ligne Renault MIPS 06.20.30                   | Aucune             | 8 820 cm3 (8,8 L) | 165 kW (224 ch) à 2 200 tr/min |                      |                 |                       |
| Renault PR 180.MIPS (boîte auto. ZF 5 HP 500)                            | 1980 - 1984              | 6 cylindres en ligne Renault MIPS 06.20.30                   | Aucune             | 8 820 cm3 (8,8 L) | 165 kW (224 ch) à 2 200 tr/min |                      |                 |                       |
| Renault PR 100.2 Renault PR 112 (boîte auto. ZF 5 HP 500)                | 1984 - 1993 1993 - 1999  | 6 cylindres en ligne Renault MIPS 06.20.45 puis MIPR (1985>) | Aucune puis Euro 0 | 9 834 cm3 (9,8 L) | 144 kW (196 ch) à 1 900 tr/min |                      |                 |                       |
| Renault PR 180.2 Renault PR 118 (boîte auto. ZF 4 HP 500 ou Voith D864)  | 1984 - 1993 1993 - 1999  | 6 cylindres en ligne Renault MIPS 06.20.45 puis MIPR (1985>) | Aucune puis Euro 0 | 9 834 cm3 (9,8 L) | 188 kW (256 ch) à 2 100 tr/min |                      |                 |                       |

Articulé : moteur Berliet/Renault MIPS/MIPR (L6)
9 834 cc
285 ch (222 kw) à 2.100 tr/min
1.250 Nm à 1.300 tr/min
Bridée à 85 km/h
25/30 l/100 km
Propulsion - boîte de vitesses automatique Voith 864 ou ZF 4HP500 ou ZF 4HP590

#### Motorisation trolleybus
Certains de ces véhicules sont équipés d'un groupe électrogène d'autonomie de très faible puissance afin de pouvoir évoluer hors d'une ligne aérienne (déviation en cas de travaux ou évolution dans le dépôt dépourvu de lignes aériennes). Ce groupe est constitué d'un moteur Diesel Deutz de 42 kW, à refroidissement par air, entraînant une machine tournante à courant continu réversible : génératrice en mode autonome, et moteur en mode électrique.

## Production
| Type            | Date sortie | Moteur                                        | Quantité | Notes |
| --------------- | ----------- | --------------------------------------------- | -------- | --- |
| PR 100 Mod.     | 1           | ?                                             |          | |
| PR 180          | 1980        | Renault MIPS 06.20.30                         | 497      | autobus articulé                                                                                                   |
| PER 180         | 1982        | TCO ou Alsthom + diesel Renault MIPS 06.20.30 | 61       | Trolleybus articulé bimode                                                                                         |
| PR 100.2 PR 112 | 1984 1993   | MIPS 06.20.30 MIPR 06.20.45                   | 2 208    | version restylée face avant Safra À partir de 1990, les modèles PR 100.2 et PR 112 ont le même type Mines : PS08A1 |
| PR 180.2 PR 118 | 1985 1993   | Renault MIPS 06.20.45 Renault MIPR 06.20.45   | 1 169    | version restylée face avant Safra À partir de 1990, les modèles PR 180.2 et PR 118 ont le même type Mines : PU04A1 |
| Mégabus         | 1986        | MIPR 06.20.45                                 | 1        | prototype bi-articulé 24 mètres                                                                                    |
| Mégabus         | 1989        | MIPR 06.20.45                                 | 10       | pour la ville de Bordeaux                                                                                          |
| PR.B            | 1997        | MIPR 06.20.45                                 | 21       | autobus périurbain Obrador 12 mètres                                                                               |
| PR.C            | 1997        | MIPR 06.20.45                                 | 27       | autocar périurbain Obrador 12 mètres                                                                               |

## Matériel préservé

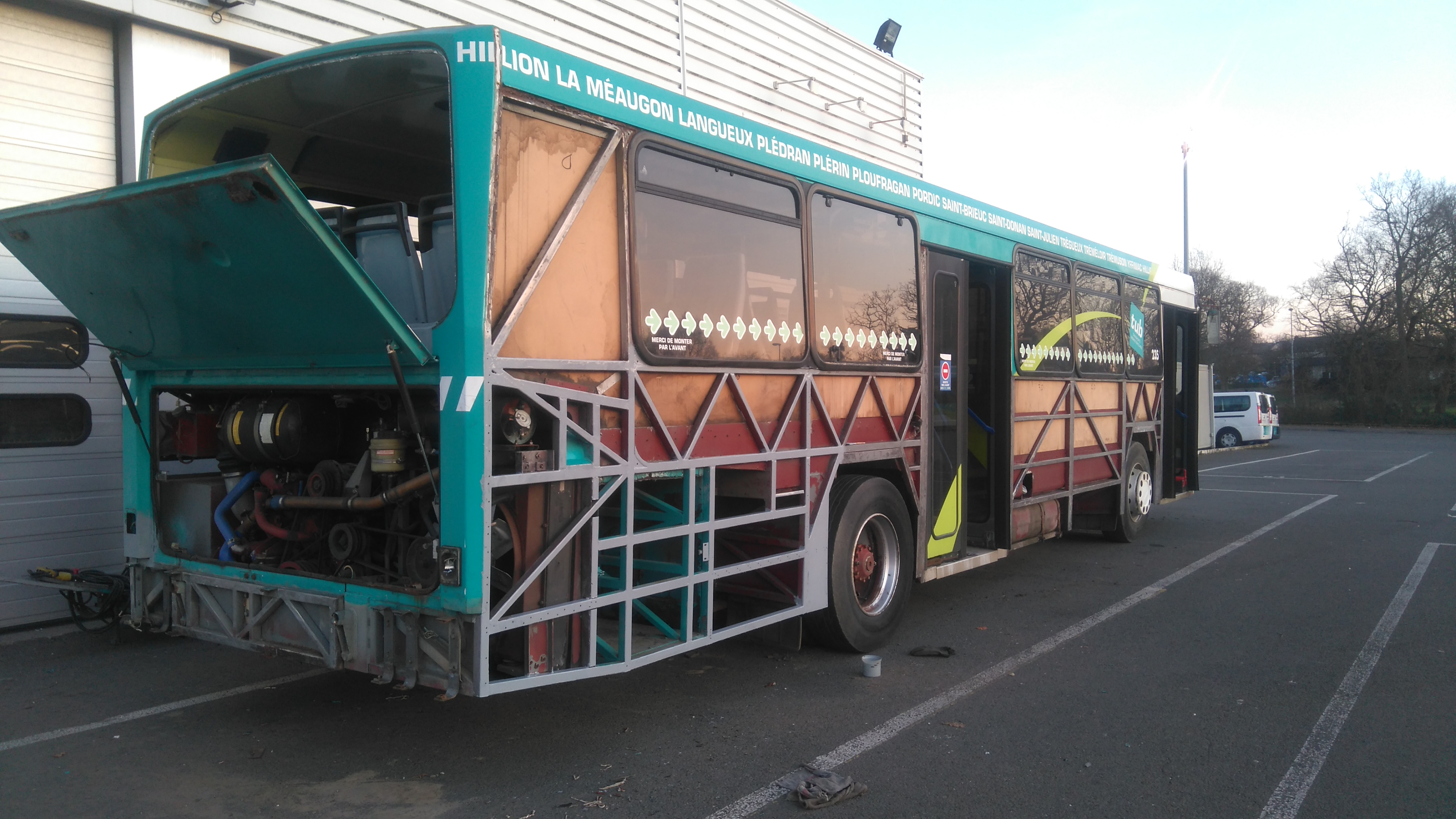
Restauration d'un Renault PR 100.2.

Aujourd'hui on estime à environ 70 le nombre de PR 100 ayant rejoint les musées et les associations de sauvegarde toutes versions confondues. Si la majeure partie le sont sur le territoire français, on en trouve aussi au Royaume-Uni, en Pologne et même en Australie.
La plupart des véhicules préservés aujourd'hui sont une vingtaine de Renault PR 100.2 standard. On compte également une vingtaine d'articulés, toutes versions confondues. Au moins quinze d'entre eux ne sont pas carrossés par Berliet/RVI.
On peut noter quelques exemples de préservation :
- Renault PR 100 MI : ex 4054 RATP et ex 4077 RATP par Sauvabus.
- Renault PR 100.2 : ex 4195 RATP par Sauvabus.
- Renault PR 100.2 : 4196 RATP par la RATP.
- À Paris, le PR 180 No 605 ex DK'Bus Marine est préservé par l'Association Bus Parisiens ;
- À Nice, le Renault PR180 ex no 273 de chez Sun Bus est préservé par l'association TCA ;
- À Lille, le PR180.2 no 4928 ex RATP[15], le Renault PR180.2 no 8528 ex-Transpole[16] et le PER 180H n° 625 ex-CGFTE (Nancy) sont préservés par l'association Autobus Passion ;
- À Grenoble, le PR 180 R no 823 de la TAG est conservé par Standard 216[17] ;
- À Lyon, le Berliet PR 100 n°2771 TCL est préservé par l'association Rétro Bus Lyonnais.
- À Marseille, le Berliet PR 100 nº831 de la RTM est préservé par l’association des Amis du Rail et des Transports de Marseille. Il est utilisé le dimanche pour relier les quartiers populaires de la ville au Musée des Civilisations de l'Europe et de la Méditerranée.

| Illustration | Entité        | Réseau d'origine        | Modèle et série   | Numéro(s) (série) | Remarques                                   |
| ------------ | ------------- | ----------------------- | ----------------- | ----------------- | ------------------------------------------- |
|              | AMITRAM       | Grenoble                | Berliet ER 100    | 749               |                                             |
|              | AMITRAM       | Lille Roubaix Tourcoing | Renault PR 100.2  | 4924              |                                             |
|              | AMITRAM       | Lille Roubaix Tourcoing | Renault PR 112    | 4826              |                                             |
|              | AMITRAM       | Roubaix Tourcoing       | Berliet PR 100B   | 238               |                                             |
|              | Arrêt demandé | Orléans                 | Berliet PR 100 MI | 95                |                                             |
|              | Arrêt demandé | Orléans                 | Renault PR 100.2  | 258               |                                             |
|              | Arrêt demandé | Orléans                 | Renault PR 180.2  | 244               |                                             |
|              | ASPTUIT       | Toulon                  | Berliet PR 100.MI | 537               |                                             |
|              | ASTUR         | Reims                   | Renault PR 180    | 731               | Envoyé à la casse en 2017[réf. nécessaire]. |
|              | CPPVA         | Marseille (trolleybus)  | Berliet ER 100    | 211               |                                             |
|              | CPPVA         | Marseille (autobus)     | Berliet PR 100 PA | 701               |                                             |
|              | HistoTUB      | Saint-Brieuc            | Renault PR 100.2  | 235               |                                             |
|              | HistoTUB      | Saint-Brieuc            | Renault PR 100.2  | 211               |                                             |